# Roberts (Wisconsin)
Roberts – wieś w Stanach Zjednoczonych, w stanie Wisconsin, w hrabstwie St. Croix.